# 哈桑·賓·塔拉勒 (約旦王子)
哈桑·賓·塔拉勒（阿拉伯语：‎，1947年3月20日—）是约旦王子，国王塔拉勒一世和王后的幼子，出生于安曼。根據家譜，王子是伊斯蘭教先知穆罕默德的後裔。他是現任國王阿卜杜拉二世的叔叔。
他在1965年被哥哥侯赛因國王立為约旦王儲（The Crown Prince of Jordan），但其位置在1999年被國王撤去。

## 家庭
哈桑王子在1968年和來自巴基斯坦的莎瓦·伊金穆拉結婚，伊金穆拉的父親是一名外交官、母親是女政客，外交官及作家。兩人是在1958年在倫敦認識的。夫婦育有三女一子。

## 學歷
王子在英國的名校哈罗公学留學，最後在牛津大学的基督教堂学院完成東方研究的學士及碩士學位。他能說流利的阿拉伯語、英語、法語及德語；工作上需要的土耳其語及西班牙語；亦曾在大學學習希伯來語。

## 约旦王儲 (1965－1999)
1965年侯赛因國王由於感到局勢不穩，於是修改憲法，改立哈桑王子為王儲，取代自己當時只有三歲的兒子阿卜杜拉王子。1999年1月，病危的侯赛因國王決定改立阿卜杜拉王子為繼承人，結束了哈桑三十四年作為王儲的生涯。